# ویلیام پولتنی
ویلیام پولتنی (انگلیسی: William Pulteney; ۱۸ مهٔ ۱۸۶۱ – ۱۴ مهٔ ۱۹۴۱) فرمانده نظامی اهل بریتانیا بود. وی برندهٔ جوایزی همچون لژیون دونور (صلیب بزرگ) شده‌است.